# Aglipay

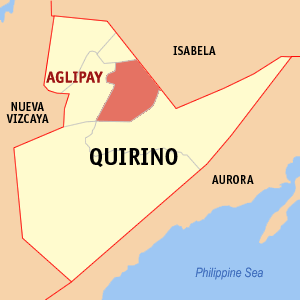
Bản đồ Quirino với vị trí của Aglipay

Aglipay là một đô thị hạng 4 ở tỉnh Quirino, Philippines. Theo điều tra dân số năm 2007, đô thị này có dân số 25.069 người.

## Barangay
Aglipay được chia thành 25 barangay.
| - Dagupan - Dumabel - Dungo (Osmeña) - Guinalbin - Ligaya - Palacian - Pinaripad Sur - Progreso (Pob.) - Ramos - Rang-ayan - San Antonio - San Francisco - San Leonardo | - San Ramon - Victoria - Villa Pagaduan - Villa Santiago - Alicia - Cabugao - Diodol - Nagabgaban - Pinaripad Norte - San Benigno - San Manuel - Villa Ventura |